# Języki słowiańskie
     Słowianie

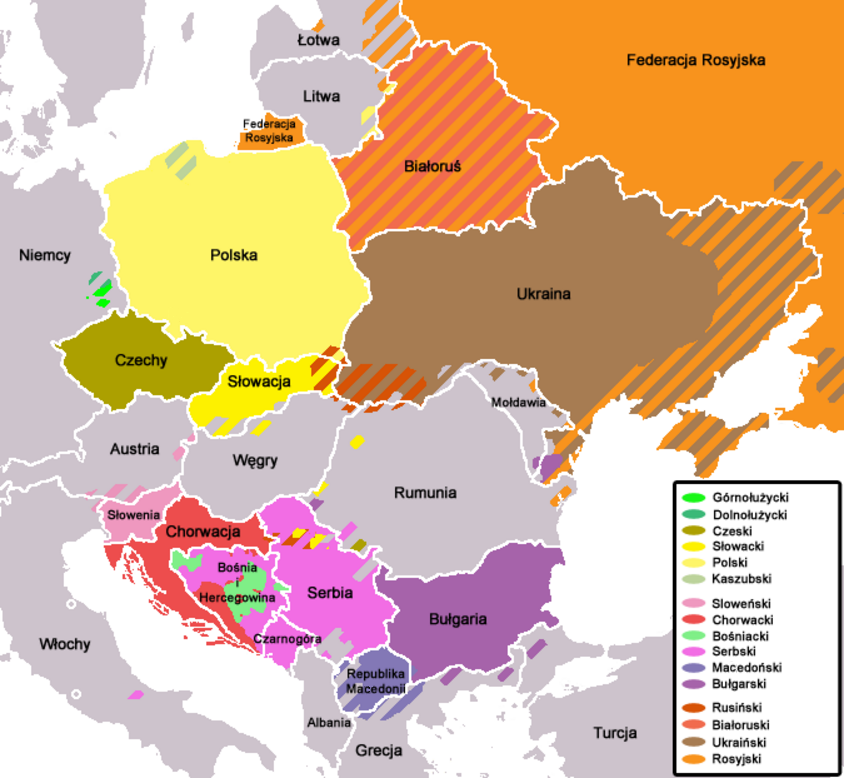
Rozprzestrzenienie języków słowiańskich w Europie

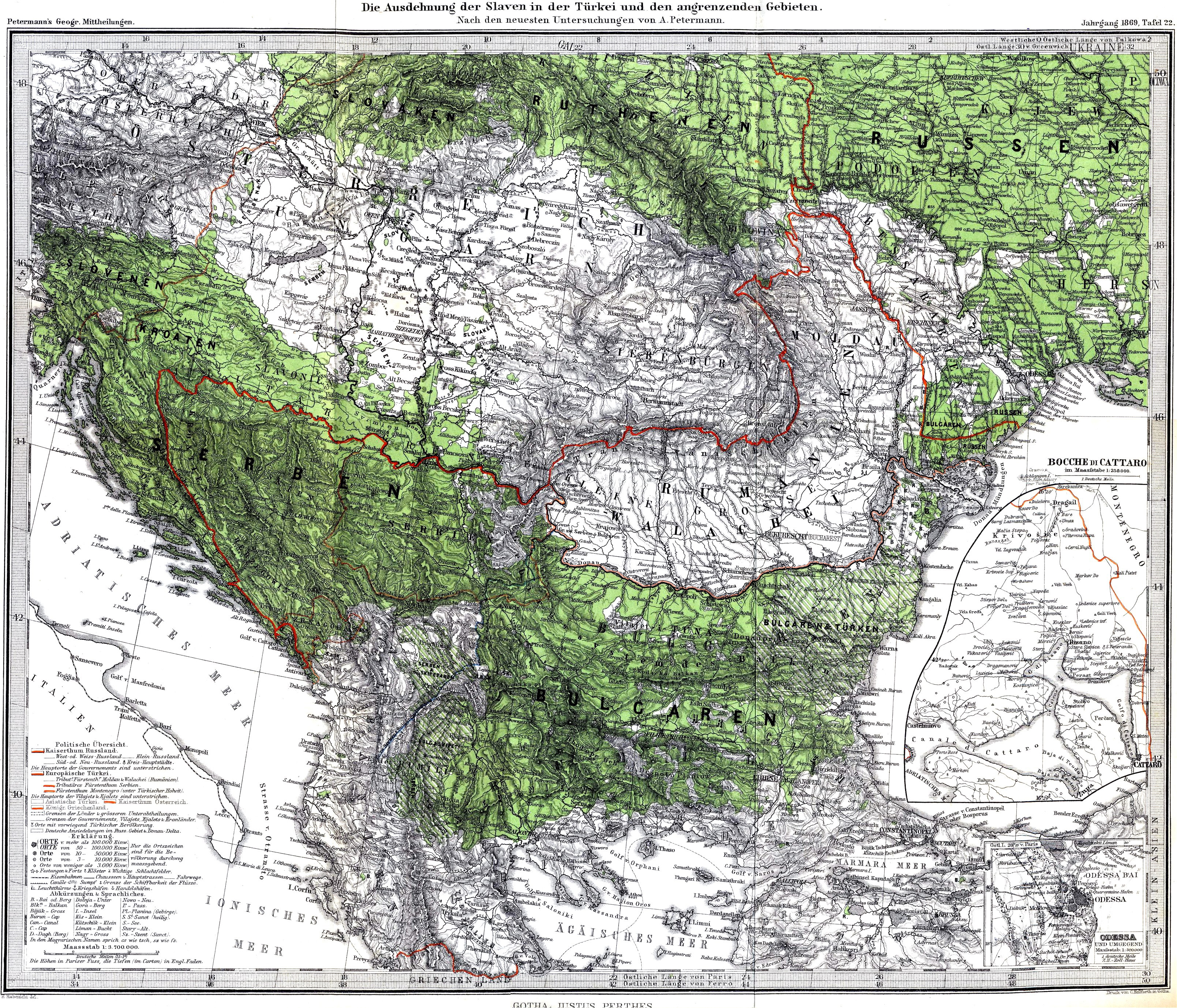
Mapa z 1869 roku
Słowianie

Języki słowiańskie – grupa języków w obrębie podrodziny bałtosłowiańskiej rodziny języków indoeuropejskich. Pochodzą od języka prasłowiańskiego, który rozpadł się na dialekty regionalne w wyniku wielkiej ekspansji Słowian w pierwszej połowie I tysiąclecia n.e. Używanie języków słowiańskich jest wyznacznikiem przynależności do ludów słowiańskich, które prócz języków łączy kultura i pochodzenie.
Języki słowiańskie dzielą się na trzy zespoły języków: zachodnio-, wschodnio- i południowosłowiańskie.
Najstarsze zachowane manuskrypty z tekstami słowiańskimi pochodzą z X wieku. Do zapisu języków słowiańskich używane są lub były alfabety: głagolicki, cyrylicki i łaciński, a w niewielkim zakresie również arabski i hebrajski. Językami słowiańskimi posługuje się ponad 300 milionów ludzi.

## Pochodzenie

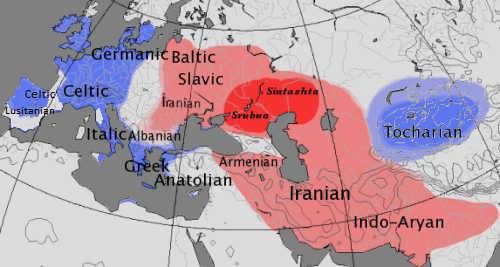
Języki indoeuropejskie ok. 500 p.n.e. Kolor niebieski – języki kentum, czerwony – języki satem. Ciemnoczerwonym kolorem zaznaczono hipotetyczne centrum palatalizacji indoeuropejskiej.

Języki słowiańskie należą do grupy „satem” języków indoeuropejskich.
Języki słowiańskie powstały w wyniku rozpadu pierwotnego języka prasłowiańskiego. Nie ma jednak uzgodnionego stanowiska co do tego, kiedy i gdzie język prasłowiański istniał oraz kiedy doszło do jego rozpadu. Zasadniczo są dwa stanowiska w tej kwestii:
1. wspólnota językowa prasłowiańska istniała w odległych czasach (wymienia się tu często II tysiąclecie p.n.e.);[według kogo?]
2. wspólnota językowa prasłowiańska istniała w czasach bliskich pojawieniu się Słowian w antycznych źródłach pisanych, a więc być może nawet dopiero około połowy I tysiąclecia n.e.[według kogo?]

Większość językoznawców ponadto uważa, że przed etapem istnienia języka prasłowiańskiego istniała wspólnota językowa bałto-słowiańska. Języki słowiańskie wykazują najwięcej cech wspólnych z językami bałtyckimi (litewskim, łotewskim oraz wymarłymi: pruskim i jadźwińskim), co przemawia za wyprowadzeniem wniosku o wspólnocie bałtosłowiańskiej. Języki słowiańskie wykazują również stopień pokrewieństwa z językami germańskimi i irańskimi, a także pewne cechy wspólne z językami celtyckimi, iliryjskim i trackim. Pozwala to zaakceptować wniosek, że język Słowian rozwinął się między kompleksami etnicznymi: bałtyjskim na północy, germańskim na zachodzie, irańskim na wschodzie oraz celtyckim, trackim i iliryjskim na południu.

## Wspólne cechy
Wszystkie języki słowiańskie mają wyraźne cechy wspólne:
- wybitnie fleksyjna morfologia – większość języków słowiańskich ma 6 lub 7 przypadków
- podział czasowników na dokonane i niedokonane (leksykalny aspekt)
- obecność fonemicznej palatalizacji (znanej jako zmiękczenie)
- skomplikowane zbitki spółgłoskowe, powstałe po zaniku jerów, np. w polskim wyrazie bezwzględny lub rosyjskim wstriecza „spotkanie”.

Języki słowiańskie nie tylko mają bardzo podobną gramatykę, lecz wykazują również duże podobieństwo w słownictwie, co dowodzi, że z języka prasłowiańskiego wyodrębniły się stosunkowo niedawno. Tam, gdzie poszczególne języki słowiańskie graniczą ze sobą, granice te z reguły są nieostre – występują szerokie pasy gwar przejściowych i obszary przenikania się zjawisk charakterystycznych dla obu sąsiadujących języków. Uważa się, że języki słowiańskie tworzą kontinuum. Jest to szczególnie wyraźnie widoczne w przypadku języków południowosłowiańskich. Podobne zjawisko występowało do 1947 roku na obszarze etnicznego styku polsko-ukraińskiego (polski – rusiński – ukraiński).

## Klasyfikacja języków słowiańskich
Przynależność i podział języków słowiańskich są w lingwistyce ugruntowane. Wątpliwości powstają jedynie w kwestii grupowania poszczególnych lektów i zespołów gwarowych, a także nakreślania granicy między pojęciami języka i dialektu. Poniższa klasyfikacja pochodzi ze strony projektu Ethnologue.
języki indoeuropejskie
języki bałtosłowiańskie
języki słowiańskie (ok. 317 mln)
języki zachodniosłowiańskie (ok. 61 mln)
grupa lechicka – języki lechickie
połabski †
kaszubski (ok. 50 tys.) – uznawany za język regionalny
słowiński – †
polski (ok. 44 mln)
śląski (ok. 509 tys.) – uznawany za dialekt języka polskiego lub nieoficjalnie za odrębny język
grupa łużycka – języki łużyckie
dolnołużycki (ok. 15 tys.)
ponaschemu (ok. 500 os.)
górnołużycki (ok. 55 tys.)
wschodniołużycki †
grupa czesko-słowacka
czeski (ok. 10 mln)
słowacki (ok. 5 mln)
knaan †
język panońsko-słowiański † – prawdopodobnie ogniwo pomiędzy językami zachodnio- i południowosłowiańskimi
języki południowosłowiańskie (ok. 35 mln)
grupa wschodnia (ok. 10 mln)
staro-cerkiewno-słowiański (starosłowiański) †
cerkiewnosłowiański †*
bułgarski (ok. 8,5 mln)
macedoński (ok. 1,8 mln)
grupa zachodnia (ok. 25 mln)
słoweński (ok. 2 mln)
serbsko-chorwacki (ok. 23 mln)
serbski (ok. 13 mln)
chorwacki (ok. 7 mln)
bośniacki (ok. 2,5 mln)
czarnogórski (ok. 0,15 mln)
języki wschodniosłowiańskie (ok. 210 mln)
rosyjski (ok. 160 mln)
ruski †
białoruski (ok. 8 mln)
ukraiński (ok. 40 mln)
rusiński (ok. 0,61 mln)
Oznaczenia:
† – język wymarły lub dawne stadium historyczne języka dzisiejszego
†* – język dawny, ale zachowany tradycyjnie w liturgii, tekstach religijnych, filozoficznych lub naukowych

## Mikrojęzyki słowiańskie
W grupie języków słowiańskich oprócz języków indywidualnych wyróżnia się także tzw. mikrojęzyki, tj. etnolekty odmienne od języka ogólnego dominującego na danym obszarze, ale charakteryzujące się pewną tradycją piśmienniczą i pewnym stopniem normalizacji. Są to:
- wojwodińskorusiński – używany przez Rusinów panońskich w Wojwodinie (Serbia), jeden z tamtejszych języków urzędowych;
- rezjański – postrzegany niekiedy jako dialekt języka słoweńskiego, używany w dolinie Rezji (północne Włochy);
- prekmursko-słoweński – używany w Słowenii i na pobliskich terenach Węgier i Austrii;
- kajkawski – powstały na bazie dialektów chorwackich, używany w północnej Chorwacji, bliski językowi słoweńskiemu (ma pewną tradycję piśmienniczą; uważany też za dialekt języka serbsko-chorwackiego)[9];
- czakawski – podobna sytuacja, jak powyższy (ma pewną tradycję piśmienniczą; uważany też za dialekt języka serbsko-chorwackiego);
- burgenlandzki – używany przez Chorwatów burgenlandzkich w Austrii, na Węgrzech, Słowacji i dawniej na Morawach, uważany też za dialekt języka serbsko-chorwackiego;
- molizański – używany przez Chorwatów we włoskiej prowincji Molise, powstały na bazie dialektów chorwackich;
- banacko-bułgarski – używany przez Bułgarów z Banatu na pograniczu Rumunii i Serbii, powstały na bazie gwar bułgarskich.

Istnieje też tendencja do wyodrębniania się kolejnych języków słowiańskich:
- morawskiego – z języka czeskiego
- śląskiego – z języka polskiego
- laski – z języka czeskiego
- gwary podlaskie (ukraińskie) – z przejściowych dialektów białorusko-ukraińskich.

Na bazie języków słowiańskich powstało też wiele sztucznych języków, m.in. język międzysłowiański, które w założeniu twórców powinny być zrozumiałe dla mówiących przynajmniej jednym językiem słowiańskim. Również oparte na językach słowiańskich są fikcyjne języki północnosłowiańskie oraz wenedyk – język romański, który przeszedł podobny rozwój jak polski.

## Porównanie wybranych wyrazów w językach słowiańskich
| prasłowiański | rosyjski         | ukraiński       | białoruski       | łemkowski       | polski  | kaszubski | czeski | słowacki | dolnołużycki | górnołużycki | słoweński | serbsko-chorwacki        | bułgarski       | macedoński            |
| ------------- | ---------------- | --------------- | ---------------- | --------------- | ------- | --------- | ------ | -------- | ------------ | ------------ | --------- | ------------------------ | --------------- | --------------------- |
| *ogňь         | огонь (agoń)     | вогонь (wohoń)  | агонь (ahoń)     | оген (ohen)     | ogień   | òdżin     | oheň   | oheň     | wogeń        | woheń        | ogenj     | oganj/vatra / огањ/ватра | огън (ogăn)     | оган/огин (ogan/ogin) |
| *ryba         | рыба (ryba)      | риба (ryba)     | рыба (ryba)      | рыба (rŷba)     | ryba    | rëba      | ryba   | ryba     | ryba         | ryba         | riba      | riba / риба              | риба (riba)     | риба (riba)           |
| *gnězdo       | гнездо (gniezdo) | гнiздо (hnizdo) | гняздо (hniazdo) | гнiздо (hnizdo) | gniazdo | gniôzdo   | hnízdo | hniezdo  | gnězdo       | hnězdo       | gnezdo    | gn(ij)ezdo / гн(иј)ездо  | гнездо (gnezdo) | гнездо (gnezdo)       |
| *oko          | око (oko)        | око (oko)       | вока (woka)      | око (oko)       | oko     | òkò       | oko    | oko      | woko         | woko         | oko       | oko / око                | око (oko)       | око (oko)             |